# Гирняк, Владимир Олегович
Владимир Олегович Гирняк (укр. Олег Володимирович Гірняк, род. 2 октября 1977 в г. Львове, Украина) — украинский политик, лидер партии «Гражданская позиция», депутат нескольких каденций Львовского городского и обласного совета, юрист.

## Образование
Владимир Гирняк первое высшее образование (юридическое) получил в 1994—1999 году окончив с отличием ЛНУ имени Ивана Франко. В 2002—2006 гг. в этом же учебном заведении окончил економический факультет, а в 2018—2020 гг. Национальную академию государственного управления при Президенте Украины.

## Профессиональная и политическая деятельность
Профессиональную деятельность Владимир Гирняк начал студентом в 1997 г. в инвестиционной компании «Галицкие инвестиции». С 1 февраля 2005 года генеральный директор ТзОВ Юридическая-инвестиционная компания «Правосвит».
В 1998 году в возрасте 20 лет впервые стал депутатом Львовского горсовета. После в 2006—2015 году дважды избирался депутатом Львовского горсовета, дважды — в 2010 и 2015 году баллотировался на должность Львовского городского главы, заняв соответствено четвертое и третье место. В 2015 году как первый номер списка «Гражданской позиции» стал депутатом Львовского обласного совета и заместителем председателя облсовета.
В 2019 году баллотировался по мажоритарному округу N120 в ВРУ, набрал лучший результат от Гражданской позиции — 18 %, но этого не хватило для победы.
В сентябре 2019 года был избран лидером политической партии «Гражданская позиция», сменив на этом посту основателя партии Анатолия Гриценка. В сентябре 2020 года подчинился решению партии и отказался выдвигать свою кандидатуру на выборах городского главы Львова.